# Finaly-ügy
A Finaly-ügy (Affaire Finaly) egy vita volt két holokauszt-árva őrzéséről 1945-1953 között Franciaországban. A két testvért, Robert Finalyt (szül .: 1941. április 14.) és Gérald Finalyt (szül.: 1942. július 3.) a grenoble-i bíróság 1950-ben Izraelben élő nagynénjüknek ítélte oda.
Az ügy megosztotta a közvéleményt Franciaországban a klerikálisok és az antiklerikálisok, illetve a filoszemiták és az antiszemiták, illetve a republikánus jogállam és az egyetemes kánonjog szószólói között. Egy francia miniszter, illetve XII. Piusz pápa és a két későbbi pápa, Angelo Giuseppe Roncalli (XXIII. János pápa) és Giovanni Montini (VI. Pál pápa) is részt vett az ügyben és megpróbálták a katolikus érdekeket érvényesíteni. XII.Piusz pápa utasítása az volt, hogy ne adják vissza a zsidó gyerekeket. Ennek előzménye az volt, hogy Isaac Herzog palesztinai főrabbi 1946. március 12-én kelt levelében a pápa segítségét kérte a háború során katolikusok által bújtatott és árván maradt zsidó gyerekek "visszaszolgáltatásához" és a kényszerkeresztelések leállításához. Ez az ügy egyrészt újra emlékeztette a francia zsidókat a Dreyfus-ügy tapasztalataira, másrészt hátrányosan érintette a zsidó-keresztény párbeszédet Franciaországban.

## A Finaly-család
Fritz Finaly (1906–1944) osztrák orvos 1938. július 21-én, Ausztria márciusi annektálása után, bizonyos feltételek mellett doktori fokozatot kapott a Bécsi Egyetemen, másrészt a nem árja doktori fokozattal szakmai tilalmat kapott a Német Birodalomban (bár Friedmann Sándor azt írta, hogy 1939-ben kapta meg azon orvosi diplomáját, amely szerint mivel zsidó, nem jogosult orvosi tevékenységet folytatni a német birodalom határain belül). 1938. augusztus 30-án Bécsben összeházasodott Anni Schwarz-szal (1915–1944), és először Csehszlovákiába, majd Csehszlovákia veresége után Párizsba emigráltak. Egy további utazás terve Bolívíába nem sikerült, így amikor kitört a második világháború, mint ellenséges külföldit internálták. Fritz Finaly egyik nővére Palesztinába emigrált, másik kettő nővére Új-Zélandra.
Franciaország német meghódítása és Észak-Franciaország megszállása után a Finaly-család Vichy-Franciaországban-ban, a Grenoble közelében fekvő La Tronche-ban élt, ahol Fritz Finaly engedély nélkül illegálisan praktizált. Az ott született fiúkat az apa körülmetélte és mózesi hitben nevelte őket. A Finaly-házaspárt 1944. február 14-én tartóztatták le és március 7-én deportálták a Drancyi gyűjtőtáborból az Auschwitzi koncentrációs táborba és ott meggyilkolták őket gázkamrában. 1950-ben került sor hivatalos haláleseti nyilatkozatra Franciaországban.
A szülők letartóztatásuk előtt a két gyereket egy megbízható keresztény szomszédra bízták, azzal a kéréssel, ha ők nem térnének vissza, a gyerekeket a háború végén a rokonokhoz juttassák el. A szülők szomszédja és bizalmasa a hároméves Géraldot és a kétéves Robert Finaly-t a Notre Dame de Sion Nõvérek grenoble-i kolostorában szállásolta el (ekkor még ugyanis nem ért véget a háború).  Mivel azonban nem voltak iskoláskorúak, emiatt a városi óvodába kerültek (amit katolikus óvodának ír Friedmann Sándor). Az óvoda vezetője, Antoinette Brun tíz másik zsidó gyereket is befogadott, és amikor Gestapo-házkutatás fenyegetett, a csoportot Vif egyik házában rejtette el, itt érték meg 1944 végén Franciaország felszabadítását.

## A folyamat
Brun óvónő a két fiút nem volt hajlandó engedni visszatérni kiterjedtebb zsidó nagycsaládjukhoz - akik akkoriban az önkormányzati bölcsődében és a katolikus bentlakásos iskolában éltek. Fritz Finaly lánytestvére, Margarethe Fischel Új-Zélandról, majd később, 1948-ban az izraeli Yehudith Rosner, a gyerekek nagynénije beszámolt az Œuvre de secours aux enfants-nak és a grenoble-i önkormányzatnak. A következő években Brun az egyházi intézmények támogatásával nem vette figyelembe a rokonok tevékenységét. Brun a két fiút 1948-ban katolikussá keresztelte, ennek során a rend - vagyis a Notre Dame de Sion Nõvérek - apácáinak támogatását is élvezte. Ettől kezdve a katolikus egyház számára az is alapvető kérdés volt, hogy két keresztény embert a zsidó közösségnek ne adjon át. A francia apostoli nuncius, Angelo Roncalli már 1946 októberében elrendelte, hogy a háború alatt befogadott zsidó gyerekeket nem szabad kiengedni a katolikus egyház gondozásából, XII. Piusz pápára hivatkozva.
Csak Moshe Keller grenoble-i vegyipari vállalkozó és Wladimir Rabinovitch grenoble-i ügyvéd személyes elkötelezettségével sikerült számos jogi mulasztás után 1950-ben végre bírósági végzést szerezni, amely elrendelte a gyerekek átadását izraeli nagynénjüknek. A francia katolikus egyház intézményei számára azonban szóba se jöhetett, hogy katolikusnak keresztelt gyerekek zsidó családban nevelkedjenek. A közzététel megakadályozása érdekében Brun óvónő és Antoine apátnő 1952-ben Pierre-Marie Gerlier püspök és Guy Petit kereskedelmi miniszter tanácsát is kikérte (utóbbi személy katolikus vallású volt ugyanis). A gyerekeket az egyház tagjai Marseille-ben rejtették el, majd a baszk határvidéken keresztül Spanyolországba csempészték át. Ugyan 1953. január 8-án Brun és Antoine beismerte a gyerekrablást a Grenoble-i Fellebbviteli Bíróság bírájának, de nem fedték fel a gyerekek spanyolországi tartózkodási helyét. Brunt és Antoine-t rövid időre letartóztatták, de nem ítélték el őket.
A közéletben az irodalmi Nobel-díjas katolikus vallású François Mauriac a Le Figaro napilap hasábjain Brun óvónő mellett foglalt állást. Paul Bénichou viszont a Le Monde-ban a politikai baloldal számára rámutatott az állam és egyház szétválasztása francia alapelvének megsértésére XII. Piusz pápa részéről Giovanni Montini államtitkár-helyettes foglalkozott az üggyel. Georges Bidault külügyminiszter hivatalos állami látogatást tett Olaszországba, hogy megvitassa a problémát a Vatikánban. A gyermekek felkutatásában folytatott együttműködés fejében a spanyol diktátor, Francisco Franco azt követelte Franciaországtól, hogy utasítsák ki a republikánus spanyolokat Franciaországból, ezt a feltételt azonban Bidault elutasította. A francia nemzetgyűlésben a Finaly-ügy nagy interpellációként merült fel. Az utcán a katolikus papokat járókelők kérdezgették és a Finaly-fiúk hollétéről kérdezték őket.
A közvélemény nyomása végül arra késztette a francia katolikus egyházat, hogy tárgyalásokat folytasson Jacob Kaplan francia nagyrabbival (aki több felhívást is közzétett ez ügyben). Germaine Ribière és Pierre Chaillet is részt vett ebben az akcióban, mindketten zsidókat mentettek meg a német megszállás alatt.
1953. június 23-án Maurice Garçon ügyvéd segítségével újabb bírósági végzés született Grenoble-ban, és két nap múlva, június 25-én a gyerekek ismét megjelentek a San Sebastian-i francia konzulátuson. 1953 júliusában a gyerekek megérkeztek Izraelbe. A gyerekek beilleszkedése nehéznek bizonyult az új családi környezetbe és az új nyelvbe, két pszichológus - Kalman Benyamini és Reuven Feuerstein - is elkísérte a gyerekeket. Robert Finaly később a beér-sevai Soroka kórház orvosa lett, Gerald Finaly pedig az izraeli hadsereg katonája és a Tel Aviv-i központú Bezeq telefontársaság haifai alkalmazottja volt. Mindkettőjüknek van családja.

## Megjelenése a kultúrában
Az ügyről több monográfia is megjelent. 2007-ben David Korn-Brzoza dokumentumfilmes Noël Mamère újságíróval közösen elkészítette az egyórás L’Affaire Finaly dokumentumfilmet, amelyben interjúkat készítettek a Finaly-testvérekkel a France 3 közszolgálati televízió számára.
Fabrice Genestal rendezezésében pedig az Une enfance volée - l'affaire Finaly című televíziós filmet először 2008-ban mutatták be a France 2-n, azóta többször is sugározták (magyarul az Ellopott gyermekkor: A Finaly eset néven lett bemutatva).

## Fordítás
- Ez a szócikk részben vagy egészben  az   Affäre Finaly című német Wikipédia-szócikk ezen változatának fordításán alapul.  Az eredeti cikk szerkesztőit annak laptörténete sorolja fel. Ez a jelzés csupán a megfogalmazás eredetét és a szerzői jogokat jelzi, nem szolgál a cikkben szereplő információk forrásmegjelöléseként.